# آپتون مگنا
آپتون مگنا (به انگلیسی: Upton Magna) یک روستا و محله مدنی در بریتانیا است که در Shropshire واقع شده‌است. آپتون مگنا ۳۲۱ نفر جمعیت دارد.